# Agra
Agra (hindi: आगरा) – miasto w Indiach w stanie Uttar Pradesh nad Jamuną.
Populacja miasta w 2001 roku wynosiła 1 259 979 mieszkańców.
Siedziba rzymskokatolickiej archidiecezji Agra.
W mieście rozwinięty jest przemysł obuwniczy i włókienniczy oraz rzemiosło. Ośrodek turystyczny. Agra jest ważnym węzłem komunikacyjnym, znajduje się tam również uniwersytet.

## Geografia i klimat
Agra znajduje się w stanie Uttar Pradesh. Miasto położone jest na południowym brzegu Jamuny, w miejscu przecięcia się historycznych szlaków handlowych, z których pierwszy prowadzi z Delhi wzdłuż Jamuny i Gangesu do Benares, a następnie do Bengalu, a drugi łączy Dekan na południu z przedpolem Himalajów i Kaszmirem. Od południa ogranicza je kanał przekopany wzdłuż Jamuny. Miasto leży w południowo-zachodniej części Niziny Hindustańskiej, na terenie płaskiej równiny aluwialnej, urozmaiconej niewielkimi pagórkami. 
Miasto ma klimat zwrotnikowy pośredni, monsunowy. Na okres zimy i wiosny przypada pora sucha, natomiast monsun letni przynosi opady, szczególnie intensywne w okresie od lipca do września (70-90% sumy rocznej opadów). Najwyższe średnie temperatury dobowe dochodzące do 30 °C przypadają na schyłek pory suchej (od maja do początku czerwca).

## Historia

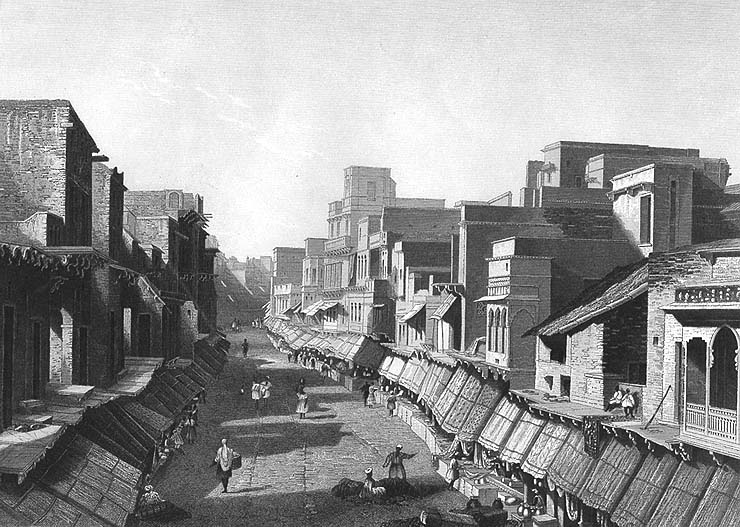
Agra w 1858 r.

Agra została założona na przełomie V i VI wieku. W 1501 Sikandar Lodi - władca sułtanatu delhijskiego – przeznaczył Agrę na nową stolicę swojego państwa. Gdy w 1526 w bitwie pod Panipatem wojska sułtanatu delhijskiego zostały rozgromione przez najeźdźców z Azji Środkowej, ich władca - Babur - założyciel muzułmańskiej dynastii Wielkich Mogołów, ustanowił w Agrze stolicę swego państwa, utworzonego na podbitych terenach północnych Indii. Najwybitniejszy władca dynastii Wielkich Mogołów - Akbar, rządzący w latach 1556-1605, rozpoczął w 1565 budowę fortu i uczynił go siedzibą władzy, a Agrę - najważniejszym miastem rosnącego w siłę imperium. Tu ogniskowało się życie polityczne, gospodarcze i kulturalne państwa Wielkich Mogołów. Wznoszono liczne reprezentacyjne budowle: pałace, meczety i mauzolea.
Liczbę ludności miasta, przemianowanego dla uczczenia władcy na Akbarabad, szacowano na początku XVII w. na 750 tys. Była to więc jedna z największych metropolii ówczesnego świata. Z fortem sąsiadowała dzielnica rzemiosł i bazarów Kinari Bazaae, dokąd sprowadzano towary także z Persji i Chin. Oprócz meczetów funkcjonowały świątynie hinduskie, buddyjskie, wyznawców dźinizmu, zoroastrian, a także prowadzony przez Jezuitów kościół katolicki.
Dzieło Akbara kontynuowali Dżahangir i Szahdżahan. Po przeniesieniu w 1658 stolicy do Delhi przez Aurangzeba Agra zaczęła tracić znaczenie polityczne, pozostając jednak ważnym ośrodkiem kulturalnym i gospodarczym. W 1803 Agra została zdobyta przez Brytyjczyków z Kompanii Wschodnioindyjskiej. W latach 1833-68 została stolicą prowincji północno-zachodnich. Kilka lat po powstaniu sipajów (1857) utraciła tę funkcję na rzecz Allahabadu. Pozostała jednak miastem garnizonowym. Na południe od niego Brytyjczycy wybudowali centrum administracyjno-handlowe Sadar Bazaar.

## Agra współcześnie
Dzisiejsza Agra jest znaczącym ośrodkiem przemysłu, w szczególności obuwniczego i skórzanego, a poza tym: chemicznego, maszyn rolniczych, włókienniczego i papierniczego. Szeroko znane są wyroby tradycyjnego rzemiosła: biżuteria, brokaty i różne pamiątki. Agra to ważny węzeł komunikacji drogowej, kolejowej i lotniczej oraz jedno z największych w Indiach centrów turystycznych. Funkcjonuje tu uniwersytet, założony w 1927 oraz 6 innych szkół wyższych.

## Zabytki
W mieście znajduje się szereg zabytków kultury islamu (ośrodek kultu religijnego muzułmanów).

### Tadź Mahal

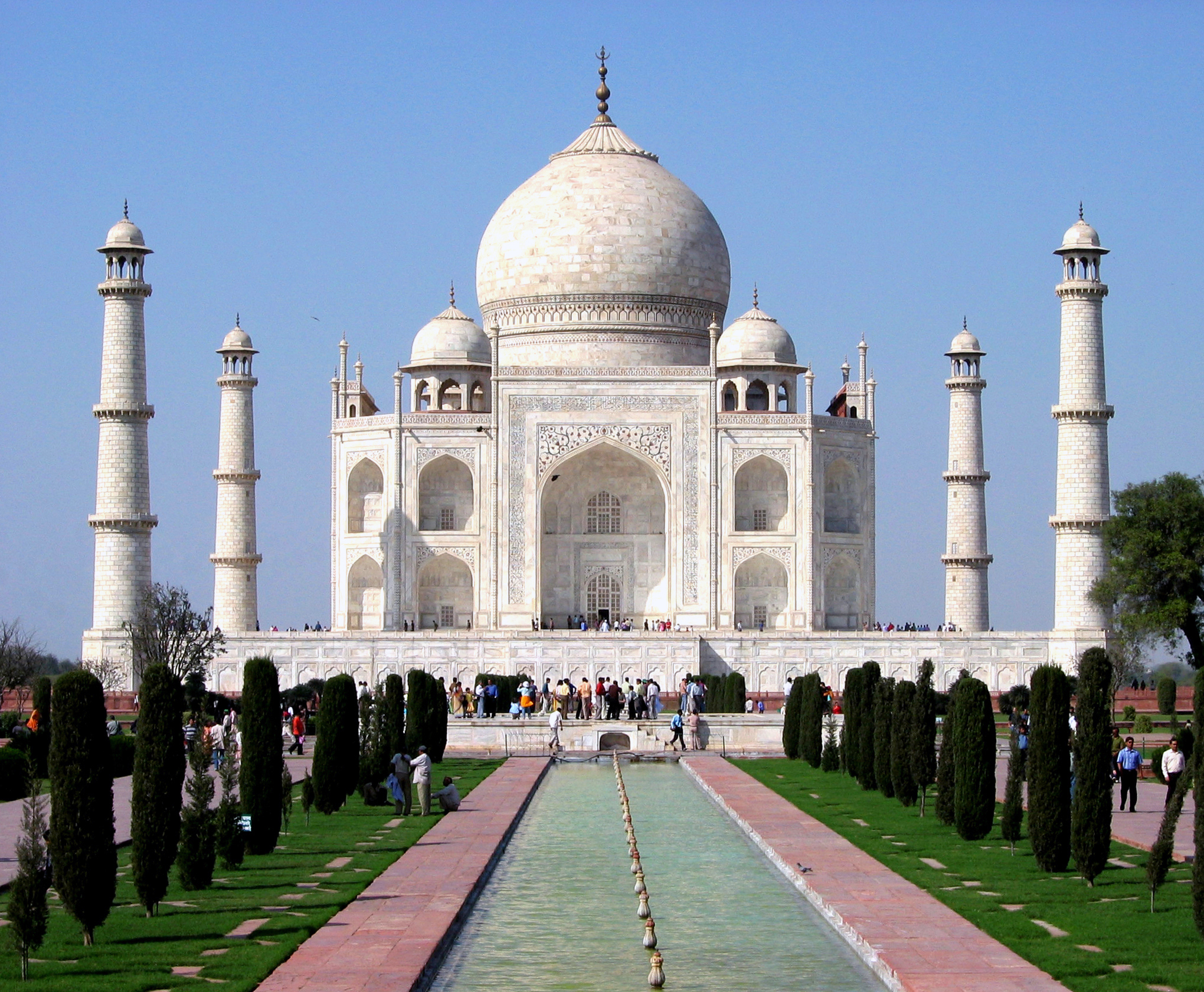
Tadż Mahal

Tadź Mahal zostało wzniesione przez Szahdżahana nad brzegiem rzeki Jamuny, dla upamiętnienia ukochanej żony Mumtaz Mahal. Zmarła ona w 1631, po trwającym 19 lat związku, przy porodzie 14. dziecka, w czasie wyprawy wojennej cesarza Szahdżahana do Dekanu. Budowa mauzoleum trwała 22 lata, co upamiętnia liczba kopułek wieńczących bramę wejściową. Pracowało przy niej około 20 tys. robotników, dla których wzniesiono w pobliżu dzielnicę mieszkalną.
Mauzoleum, otoczone wysokim ogrodzeniem, jest dostępne tylko z jednej strony. Wejście prowadzi przez ogromną Bramę Saraceńską, wykonaną z czerwonego piaskowca. Wyłożone marmurem drogi prowadzą po obu stronach szerokiego kanału przez rozległe, podzielone na 4 symetryczne części ogrody do oddalonego o 300 m gmachu mauzoleum.
Stojący na platformie grobowiec o wysokości 74 m, zwieńczony jest ogromną kopułą centralną w kształcie cebuli, otoczoną przez 4 mniejsze kopuły boczne. W jego narożach wznoszą się 4 wysmukłe okrągłe minarety. Sklepione łuki pokryte są mozaikami i wersetami z Koranu. Ściany mauzoleum, rozcięte podłużnymi niszami kryjącymi wejścia, ozdobione są cyzelowanymi w kamieniu ornamentami kwiatowymi o przewadze irysów oraz inkrustowane w kością słoniową i półszlachetnymi kamieniami: jaspisem, turkusem i agatem. Do głównej budowli przylegają 2 pawilony: zachodni zajmuje meczet, a wschodni - sala zebrań. 
Wewnątrz mieszczą się symboliczne sarkofagi (cenotafy) Mumtaz Mahal i Szahdżahana. Prawdziwe grobowce znajdują się w podziemiach.

### Czerwony Fort

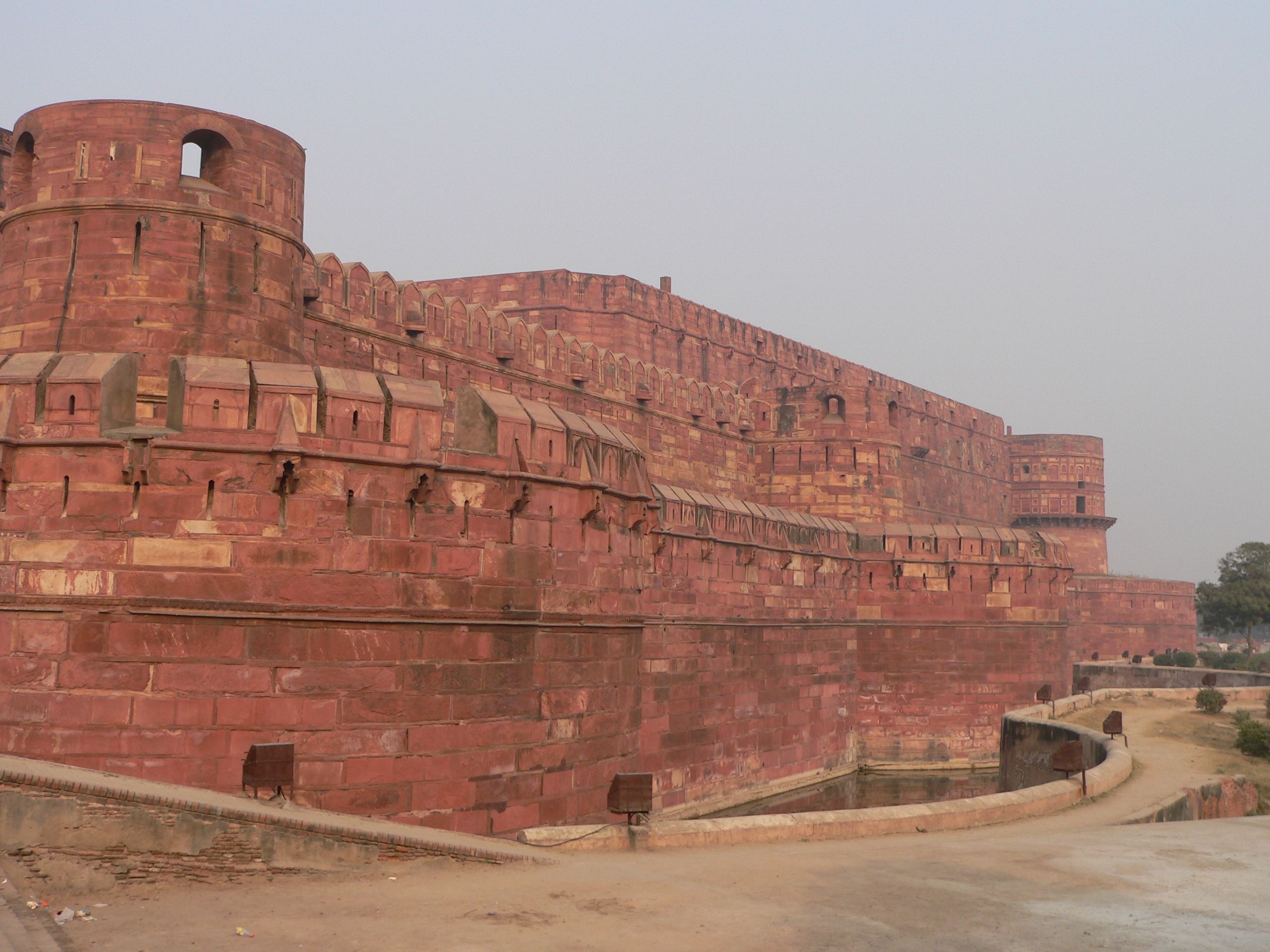
Czerwony Fort

Ośrodek władzy państwa Wielkich Mogołów od czasów Akbara, wybudowany w północno-wschodniej części Agry. Rozpoczęta w 1565 budowa trwała 8 lat. Masywne, zwieńczone blankami podwójne mury z czerwonego piaskowca wznosiły się na wysokość ponad 20 m i miały obwód około 2,5 km. Całość otoczona była fosą. Droga do Czerwonego Fortu prowadziła przez monumentalną bramę Amar Singh. Służyła też jako miejsce kaźni; za czasów Akbara zrzucano z niej skazanych na śmierć dostojników.
Do wewnętrznej części fortu prowadzi kolejna brama, nad którą góruje dwupiętrowa, ośmioboczna Wieża Jaśminowa, kryta złoconą kopułą. W pobliżu wieży mieściły się najważniejsze pawilony cesarskiej rezydencji: Sala Audiencji Publicznych, gdzie cesarz przyjmował sprawozdania urzędników i rozpatrywał sprawy państwowe, oraz Sala Audiencji Prywatnych, gdzie przyjmował dyplomatów i najważniejszych dygnitarzy. Stał tam symbol władzy cesarskiej - Pawi Tron, wywieziony później przez Aurangzeba do Delhi. W 1739 r. w czasie najazdu szacha Nadira, Pawi Tron stał się łupem wojennym Persów. Początkowo Czerwony Fort pełnił funkcje militarne, wkrótce zaczęły przeważać jednak względy rezydencjonalne. Zaczęto budować pałace dla potrzeb rodziny cesarskiej.

### Grobowiec Etemada ad-Douli

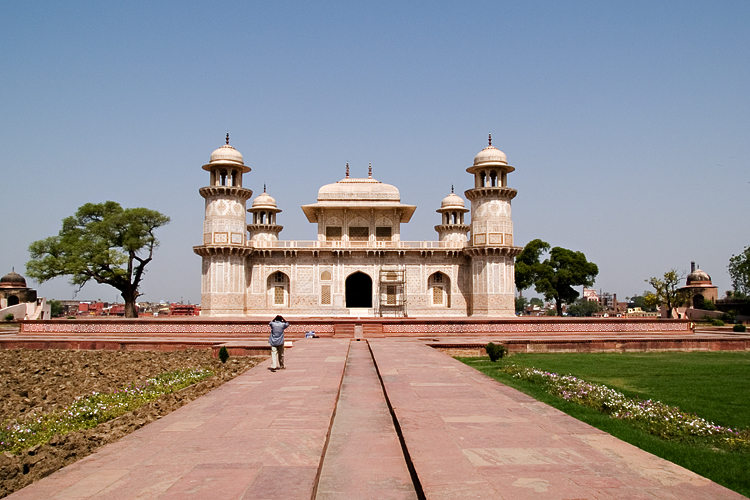
Grobowiec Etemada ad-Douli

Grobowiec perskiego Ghijas-bega, teścia cesarza Dźahangira, sprawującego też funkcję wezyra, pochodzący z lat 1622-28. Marmurowe, bogato inkrustowane mauzoleum o ażurowych ścianach, leżące na północnym brzegu rzeki Jamuny, było wzorem dla późniejszego mauzoleum Tadź Mahal.

### Inne
- Mauzoleum Akbara.
- Meczet Piątkowy (Jama Masjid), zbudowany w 1648 roku na zlecenie córki Szahdżahana[3].
- Fort stacji kolejowej zbudowany w 1891 roku w celu obsługi ruchu turystycznego.
- W mieście znajduje się również najstarszy w Indiach angielski zabytek - nagrobek Johna Mildenhalla z 1614[4].